# يهودية الهيكل الثاني

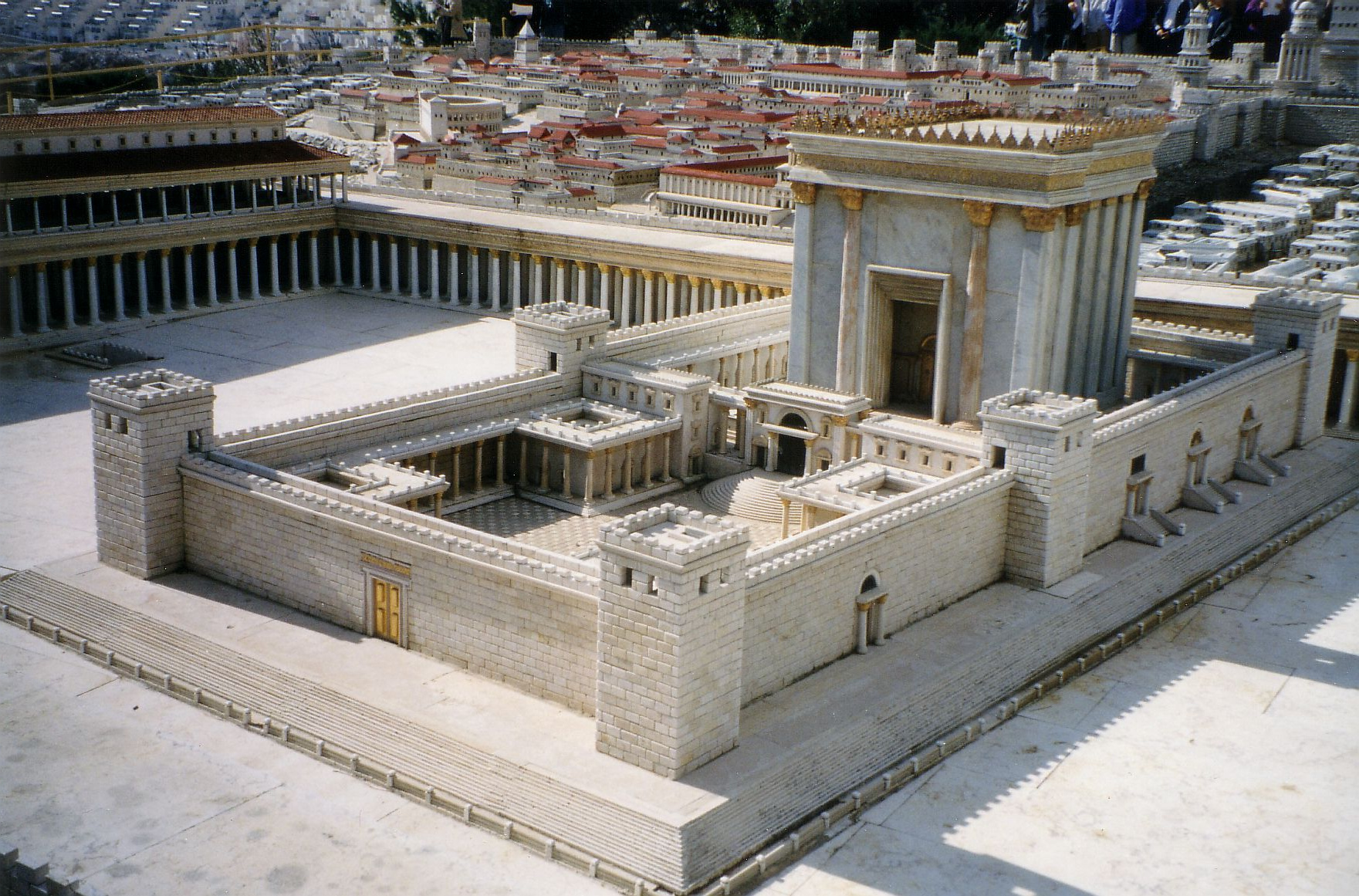
نموذج لهيكل سليمان.

يهودية الهيكل الثاني هو مصطلح يدل على الديانة اليهودية خلال فترة الهيكل الثانية التي تبداء مع بناء الهيكل عام 515 ق.م وتدميره عام 70 م. وشهدت هذه الفترة اضطرابات مهمة وتغيرات دينية أثرت على الديانتين اليهودية والمسيحية. يسمي المسيحيون هذه الفترة بفترة بين العهدين. وانطبعت هذه الفترة بتطور مفاهيم دينية أساسية مثل سلطة الكتاب المقدس ومركزية القانون والأخلاق الدينية ودور الكنيس وأفكار نهاية الكون الحتمية.